# Ludi (cognome)
Ludi è un cognome di lingua italiana.

## Varianti
Ludione, Ludioni.

## Origine e diffusione
Il cognome è tipicamente settentrionale.
Potrebbe derivare dal termine latino ludus, "gioco". È affine al cognome Jocolano.
La variante Ludioni è napoletana.

## Persone
- Carlalberto Ludi – dirigente sportivo ed ex calciatore italiano